# تفاعلات الانصهار النجمي

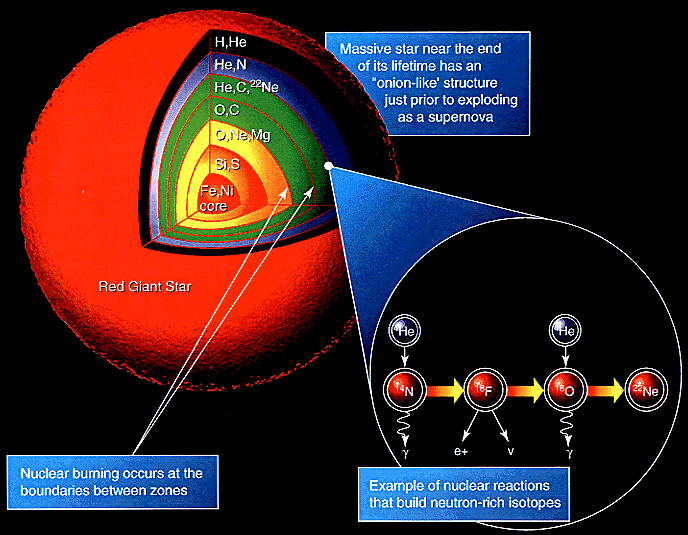
صورة تُظهر العناصر المتكوّنة داخل عملاق أحمر نتيجة لتفاعلات الانصهار النجمي.

تفاعلات الانصهار النجمي (أو التخليق النووي النجمي) هو مصطلح عام يُطلق على كافة التفاعلات النووية التي تحدث في النجوم لكي تُنتج نوى ذرية أثقل من الهيدروجين. ويحدث أيضاً قدر صغير من هذه التفاعلات على سطوح النجوم تحت ظروف متنوّعة. أما عندما تتشكّل هذه العناصر الأثقل خلال انفجار نجم فإنه يُطلق عليها «تفاعلات انصهار المستعرات العظيمة».
بدأت هذه العمليّة المعقّدة تُفهم في أوائل القرن العشرين، حينما أدرك العلماء للأول مرة أن الطاقة التي تنشأ من التفاعلات النووية تُعلّل عمر الشمس الطويل كمصدر للحرارة والضوء. الطاقة الأوليّة التي تنشأ في الشمس هي نتيجة لاندماج ذرّات الهيدروجين في النواة مكونة ذرات الهيليوم، وأدنى درجة حرارة يُمكن أن يحدث فيها هذا الاندماج هي 3 ملايين كلفن.

## تاريخ
كان آرثر إيدنغتون هو أوّل من اقترح أن النجوم تُنتج طاقتها عن طريق عمليّة الاندماج النووي لنوى الهديروجين لكي تشكّل نوى هيليوم، وقد قام بذلك في عام 1920 بناءً على قياسات دقيقة للذرات أجراها فرانسيس أستون. وفي عام 1928، اقترح «جورج غاموُو» ما يُعرف الآن بـ«عامل غاموُو»، وهي صيغة لميكانيكا الكم تُعطي احتمالية بتجاذب نواتين ذريّتين قريبتين من بعضهما كفاية لكي تستطيع القوة النووية الشديدة التغلّب على «حاجز الكووْلومب». وقد استخدم أتكنسون وهووْترمانز - ولاحقاً غاموو نفسه وتيلّار - عامل غاموو في ثلاثينيّات القرن العشرين لاستنتاج المعدّل الذي تحتاجه التفاعلات النووية لكي تنشأ في درجات الحرارة العالية (والتي يُعتقد أنها توجد في نوى النجوم).
قام «هانز بيث» في عام 1939 بتحليل إمكانيات اختلاف التفاعلات التي يندمج الهيدروجين بواسطتها إلى هيليوم بين النجوم المختلفة، وذلك في ورقة بعنوان «إنتاج الطاقة في النجوم». وقد قام باختيار عمليّتين يعتقد أنهم مصدر طاقة النجوم. الأولى - «سلسلة البروتون-بروتون» - هي مصدر الطاقة الأكثر شيوعاً للنجوم ذات الكتلة التي تصل إلى حوالي كتلة الشمس. أما الثانية - «دورة الكربون-نتيروجين-أوكسجين» - فهي الأكثر أهميّة في النجوم الأعلى كتلة من الشمس، وقد قام «كارل وييْزسوكِر» أيضاً بدراسة هذه العملية في عام 1938. وتتعلّق هذه الفرضيّات بطريقة تولّد الطاقة القادرة على الحفاظ على حرارة النجوم، في حين أنها لم تتطرّق إلى إنتاج العناصر الأثقل في النواة. أما بالنسبة لهذه النظرية - إنتاج العناصر - فقد وضعها فريد هويل في عام 1946 مع برهانه على أن مجموعة من النوى شديدة الحرارة يُمكن أن تندمج مكوّنة نواة حديد.
وقد تم تصحيح العديد من الأمور المهملة في نظرية هويل بسرعة، وبدأت هذه الإصلاحات بورقة مراجعة لـ«مارغرت بربدج» و«جيوفرّي بربدج» و«ويليام فووْلر» وهويل نفسه، والتي نُشرت في عام 1957.

## مفتاح التفاعلات
أهم التفاعلات في الانصهار النجمي هي:
- احتراق الهيدروجين:
  - سلسلة البروتون-بروتون.
  - دورة الكربون-نتيروجين-أوكسجين.
- احتراق الهيليوم:
  - عملية ثلاثية-ألفا.
  - عملية ألفا.
- احتراق العناصر الأثقل:
  - احتراق الكربون.
  - احتراق النيون.
  - احتراق الأوكسجين.
  - احتراق السيليكون.
- إنتاج العناصر الأثقل من الحديد:
  - أسر النيوترونات:
    - عملية-آر.
    - عملية-إس.

  - أسر البروتونات:
    - عملية آربي.

  - انحلال الفوتون:
    - عملية بي.